# 喀沙尔达
喀沙尔达 (英语: Kesarta)，港澳台译克沙尔塔，是一个孟加拉国巴里萨尔专区比罗杰布尔县的一个地区。